# SHeDAISY
SHeDAISY var en amerikansk country grupp som bestod av tre systrar från Magna, Utah, USA. Gruppens namn är taget från ett Navajo-ord (shideezhí) med betydelsen "mina systrar".

## Medlemmar
- Kristyn Robyn Osborn (f. 24 augusti 1970)
- Kelsi Marie Osborn (f. 21 november 1974)
- Kassidy Lorraine Osborn (f. 30 oktober 1976)

## Diskografi
- 1999 – The Whole SHeBANG
- 2002 – Knock on the Sky
- 2004 – Sweet Right Here
- 2006 – Fortuneteller's Melody

Samlingsalbum
- 2001 – The Whole SHeBANG: All Mixed Up
- 2008 – The Best Of SHeDAISY

Singlar
- 1999 – "Little Good-Byes" (US Country #3)
- 1999 – "This Woman Needs" (US Country #9)
- 2000 – "I Will… But" (US Country #2)
- 2000 – "Lucky 4 You (Tonight I'm Just Me)" (US Country #11)
- 2001 – "Still Holding Out for You" (US Country #27)
- 2002 – "Get Over Yourself" (US Country #27)
- 2002 – "Mine All Mine" (US Country #28)
- 2004 – "Passenger Seat" (US Country #12)
- 2004 – "Come Home Soon" (US Country #14)
- 2005 – "Don't Worry 'bout a Thing" (US Country #7)
- 2005 – "I'm Taking the Wheel" (US Country #21)
- 2006 – "In Terms of Love" (US Country #32)